# Am Römerholz

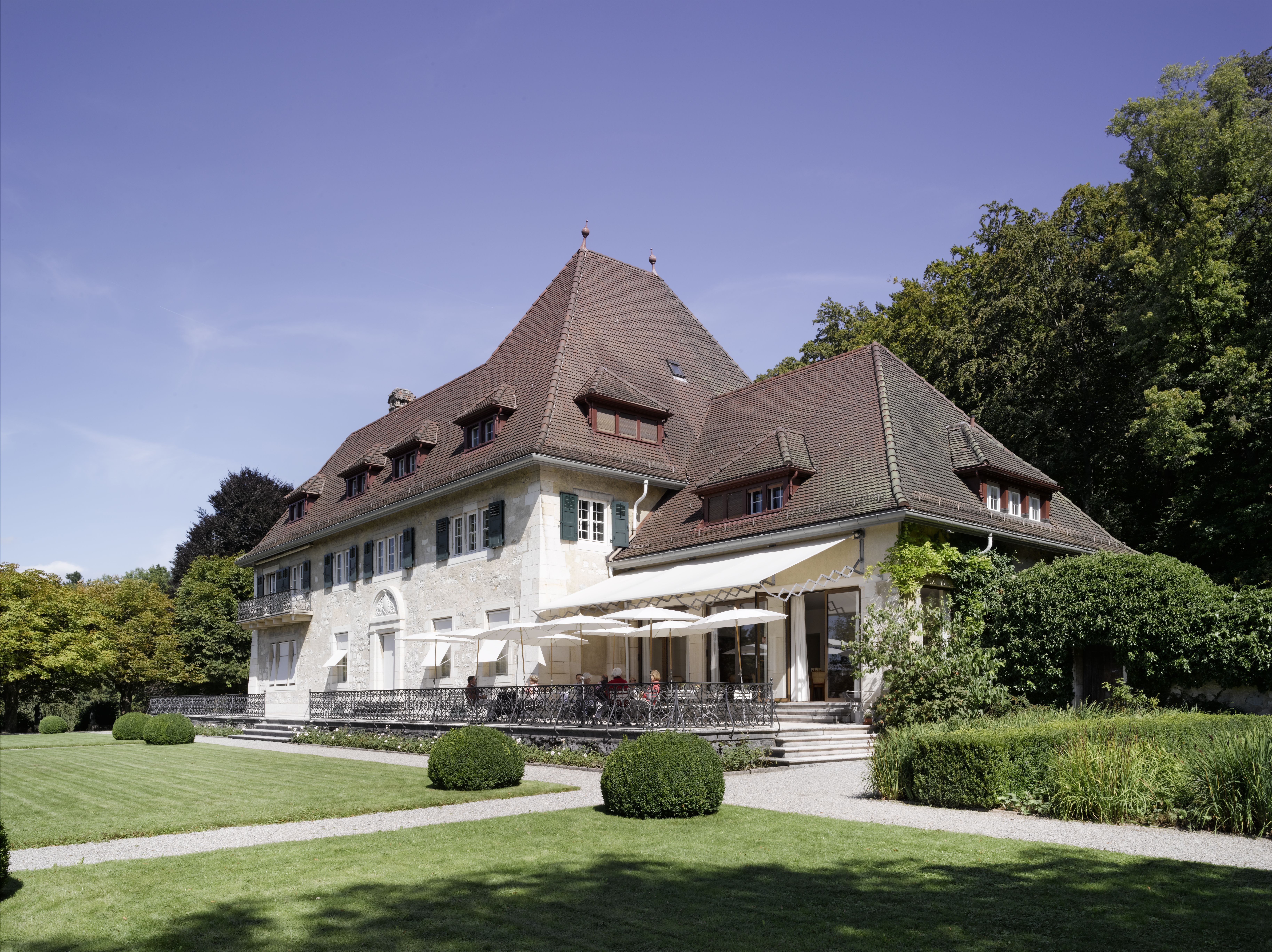
Villa Am Römerholz

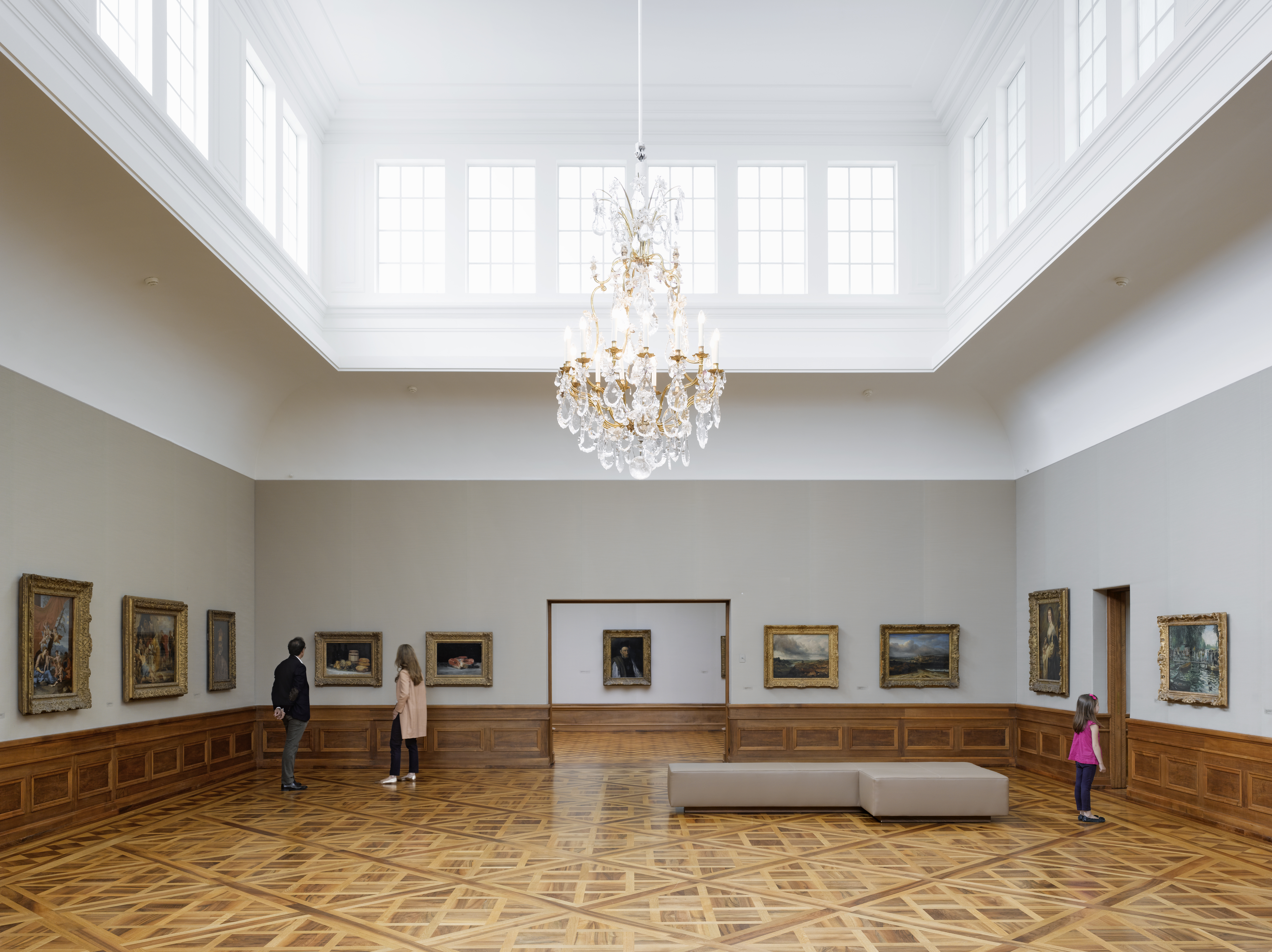
Grote Galerij

De Sammlung Oskar Reinhart "Am Römerholz" is een kunstmuseum in de Zwitserse stad Winterthur. Het bevindt zich in de voormalige woning van Oskar Reinhart (1885-1965), die er zijn collectie onderbracht. Het geheel is beschermd als Zwitsers cultureel erfgoed van nationaal belang.

## Geschiedenis
Vader Theodor Reinhart maakte fortuin in het bedrijf Gebrüder Volkart, dat handelde in koloniale waren. Oskar volgde hem op en verdiepte zich nog meer dan zijn vader in kunst. Het was zijn overtuiging dat de kunstgeschiedenis culmineerde in het impressionisme. Hij behoorde nog tot de generatie die oude en moderne kunst tegelijk verzamelde, maar de selectie van oude meesters gebeurde op picturale kwaliteiten. Thema en symboliek interesseerden hem maar matig. Het confronteren van werken uit verschillende periodes was daarentegen deel van zijn concept. De belangrijkste aankopen deed hij in de jaren 1920 in Duitsland. In 1951 schonk hij een 600 werken van Zwitserse, Duitse, Oostenrijkse kunstenaars aan de Zwitserse staat. Krachtens testament erfde die bij zijn dood in 1965 ook de woning Am Römerholz met de Europese kunstcollectie.

## Gebouwen
Het museum bestaat uit een villa en een galerijgebouw, beiden ontworpen door de architect Maurice Turrettini. De villa is gebouwd in 1915-1918 voor de industrieel Jakob Heinrich Ziegler-Sulzer. Reinhart kocht het huis in 1924 en liet er het volgende jaar een galerij aanbouwen. In de villa liet hij stijlkamers inrichten om de kunstwerken tot hun recht de laten komen in een contemporaine context.

## Collectie
De uitgelezen collectie van ongeveer 200 werken biedt een overzicht van de hoogtepunten uit de Europese schilderkunst van de 14e tot de vroege 20e eeuw. Enkele beeldhouwwerken, tekeningen en tapijten zorgen voor variatie. De focus ligt op het impressionisme en in het bijzonder op Pierre-Auguste Renoir, Édouard Manet en Paul Cézanne. Ook voorlopers als Corot, Daumier en Courbet genieten aandacht, naast voortzetters als Van Gogh. Reinhart meed de avant-garde en liet hoogstens een vroege Picasso toe.
Onder de vroegmoderne Europese meesters zijn Hans Holbein de Jonge, Grünewald, Quinten Massijs, Gerard David, Pieter Bruegel de Oude, Frans Hals, Lucas Cranach de Oude, Bassano, Rubens, Poussin, El Greco, Chardin, Goya, Fragonard, Lorrain, Francesco Guardi en Jacopo Tintoretto.
In het park van het museum staan sculpturen van Renoir, Bourdelle en Maillol.

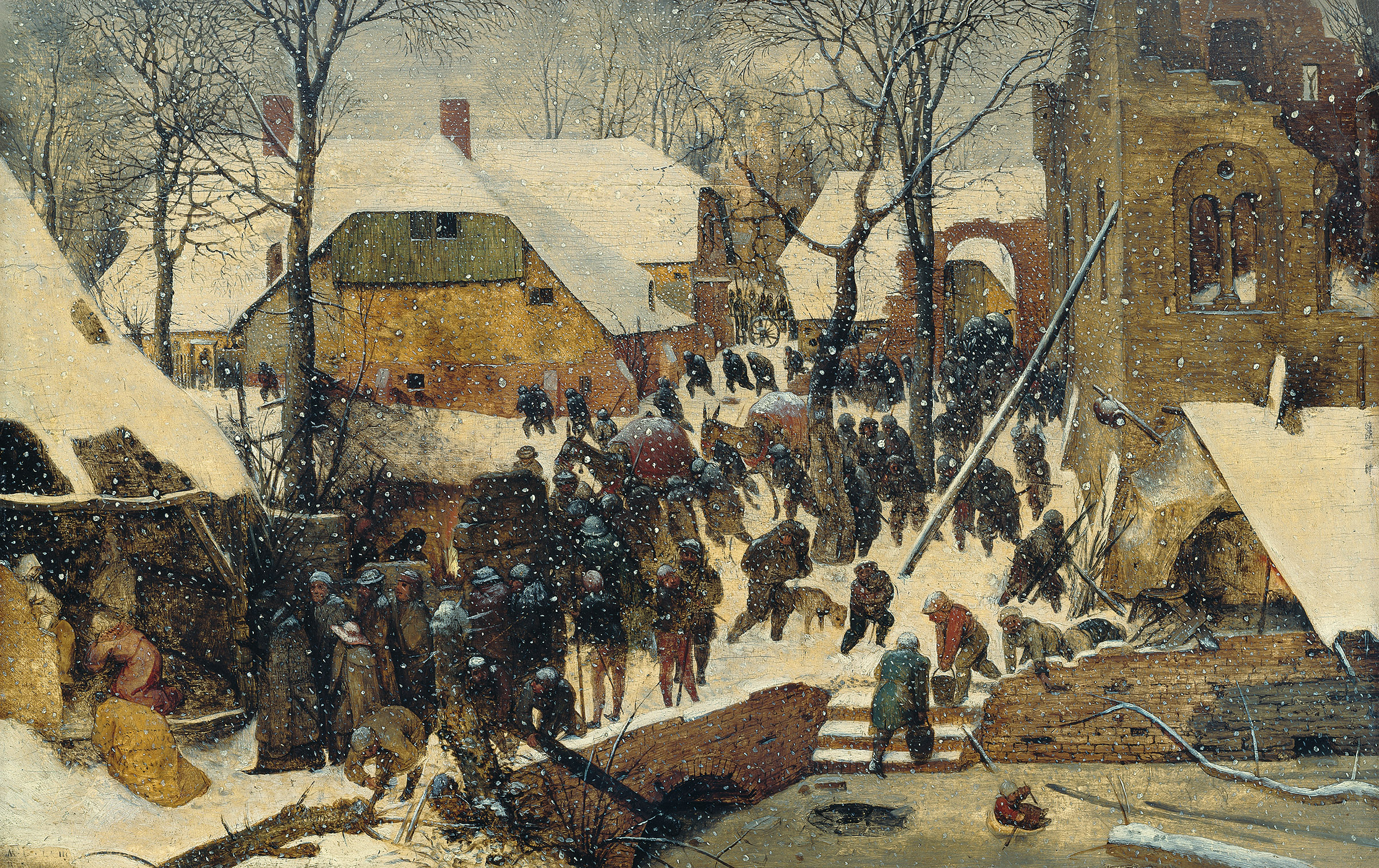
De aanbidding door de wijzen in de sneeuw (Bruegel)
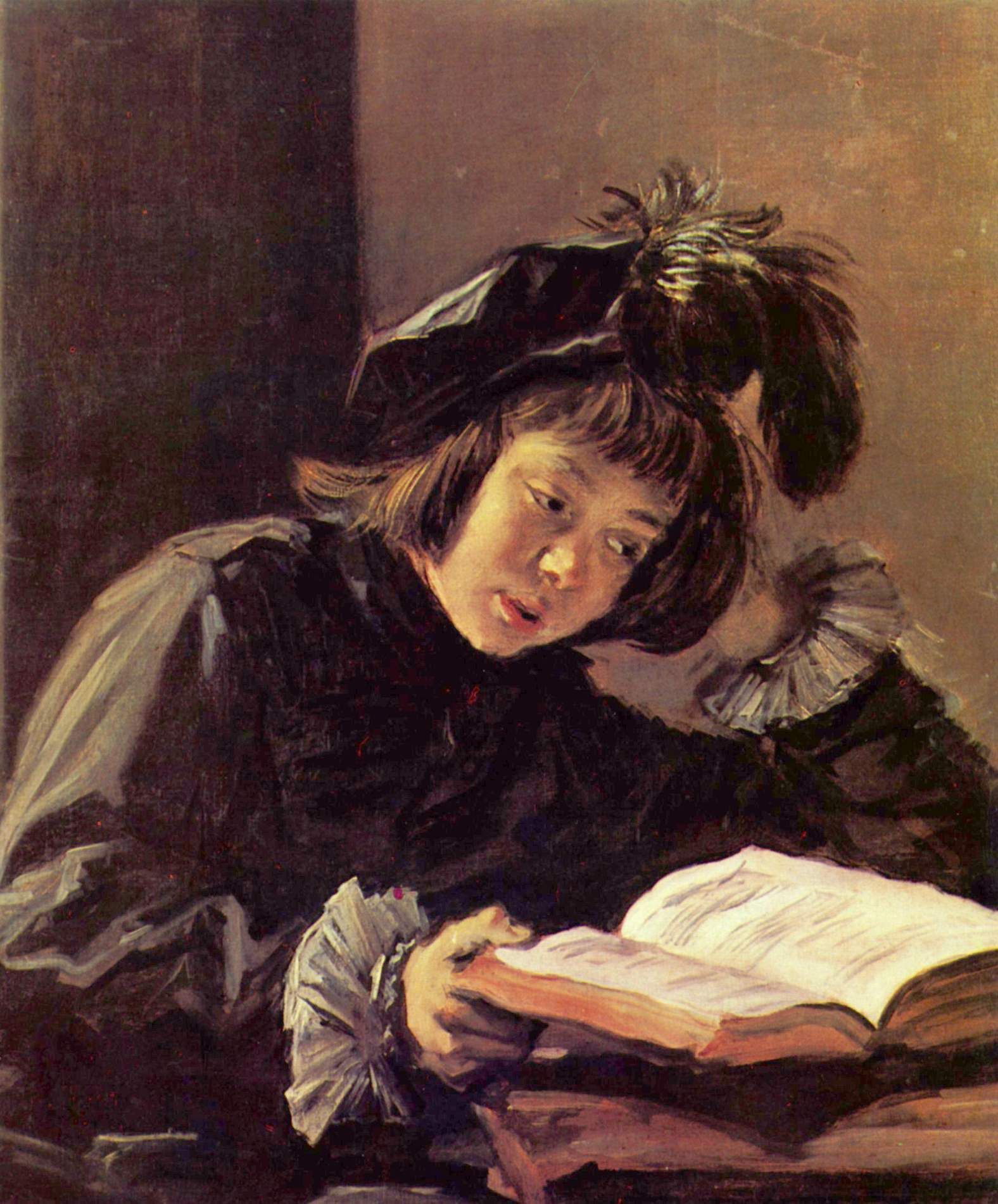
Lezend kind (Hals)
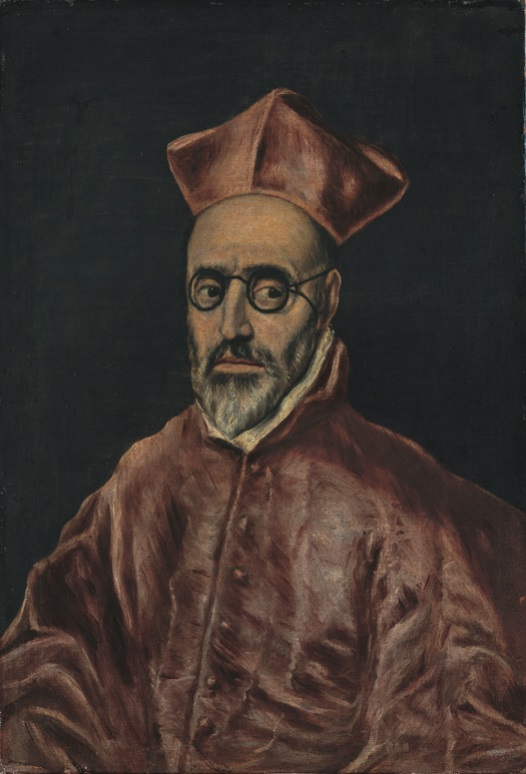
Portret van kardinaal-inquisiteur de Guevara (El Greco)
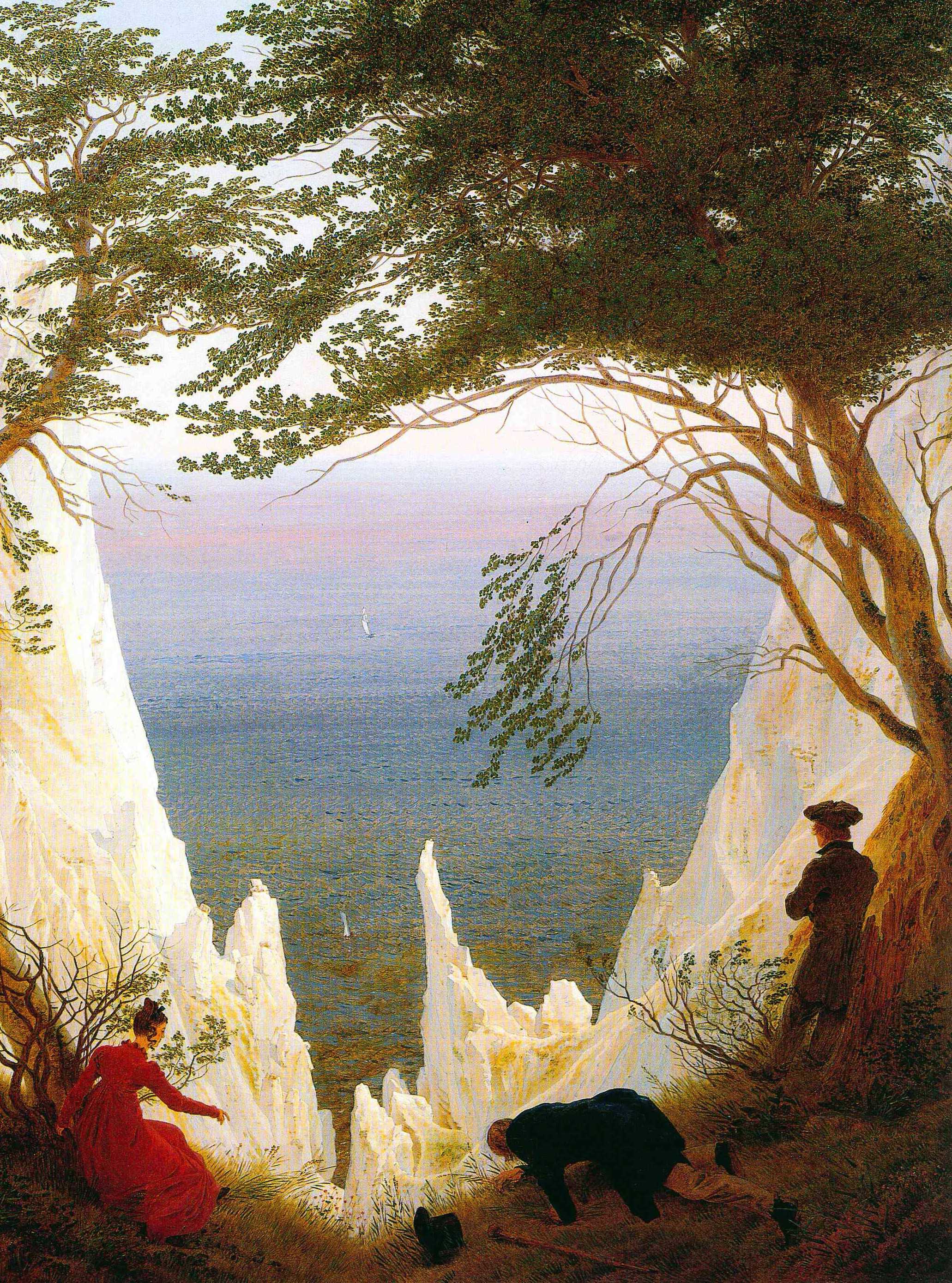
Krijtrotsen op Rügen (Friedrich)
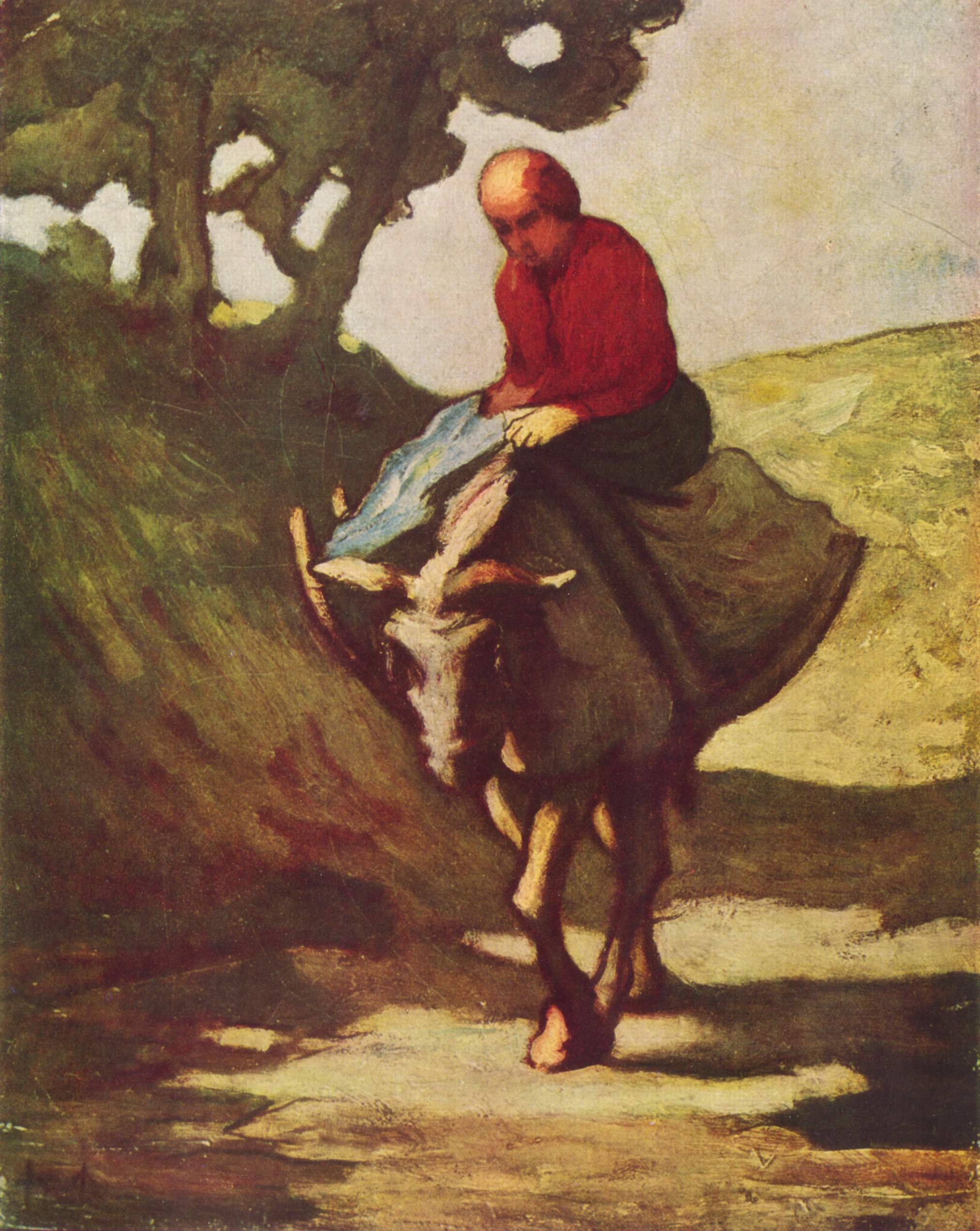
Terugkeer van de markt (Daumier)

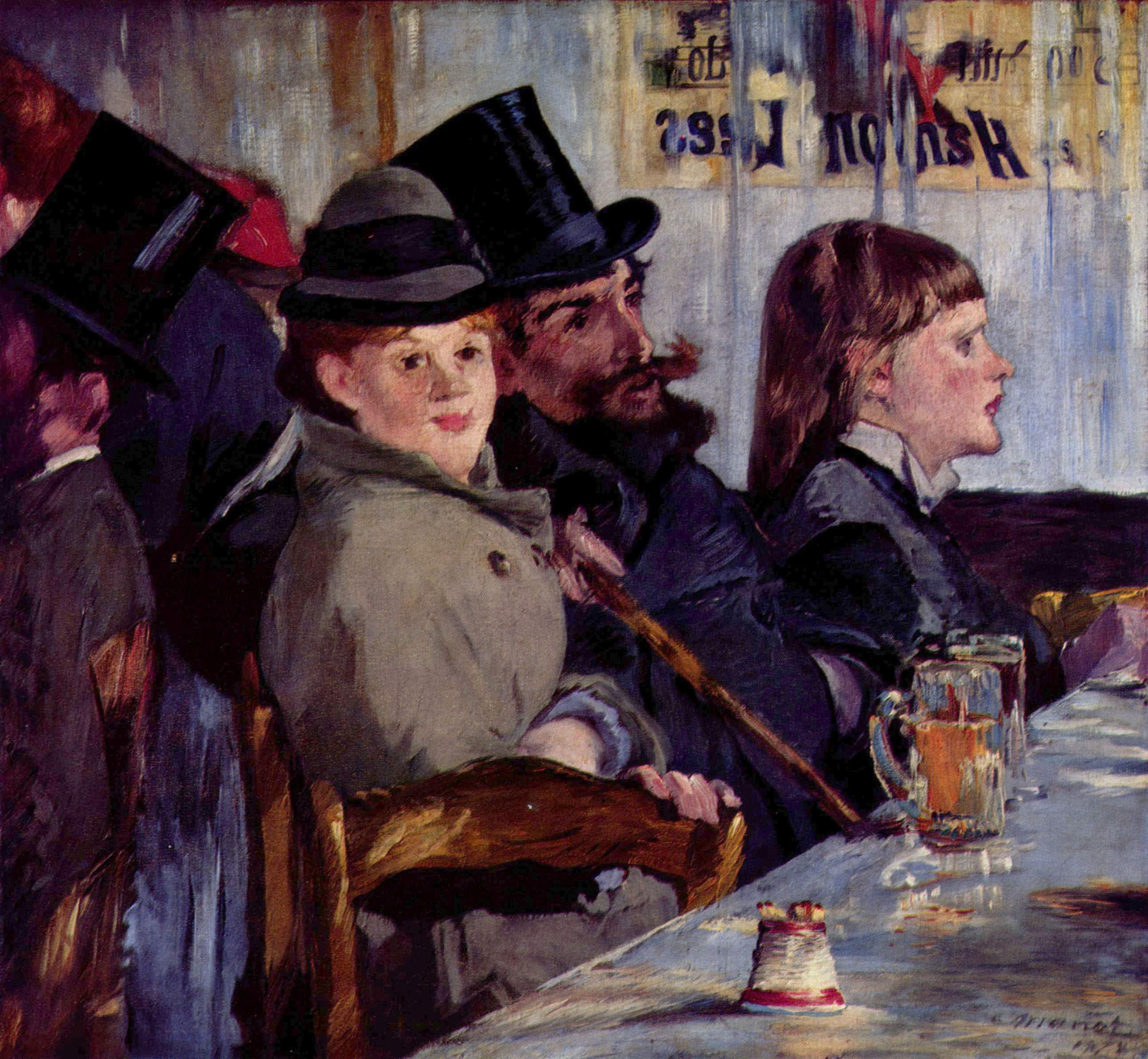
In het café (Manet)
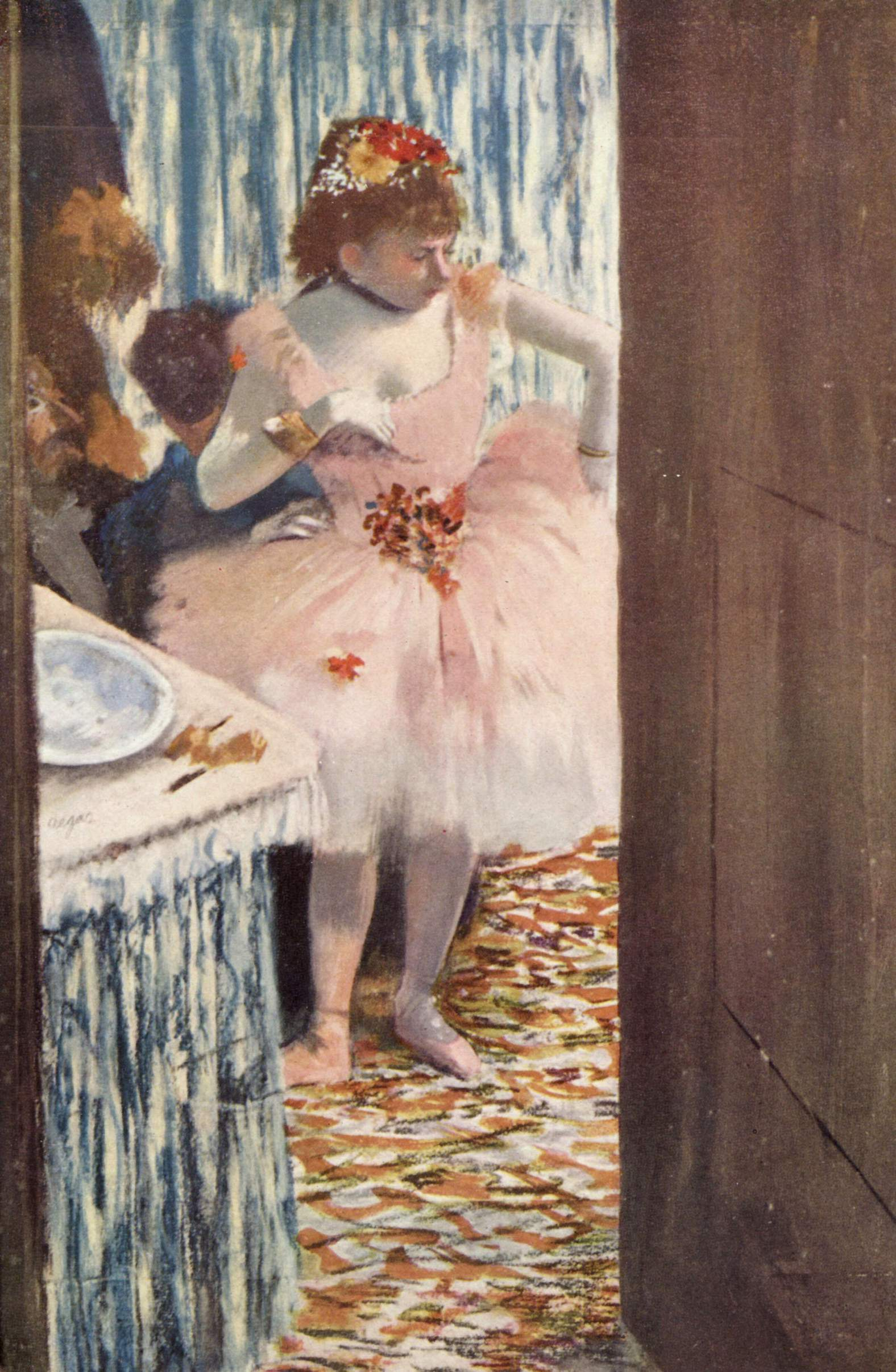
Danseres in haar kleedkamer (Degas)
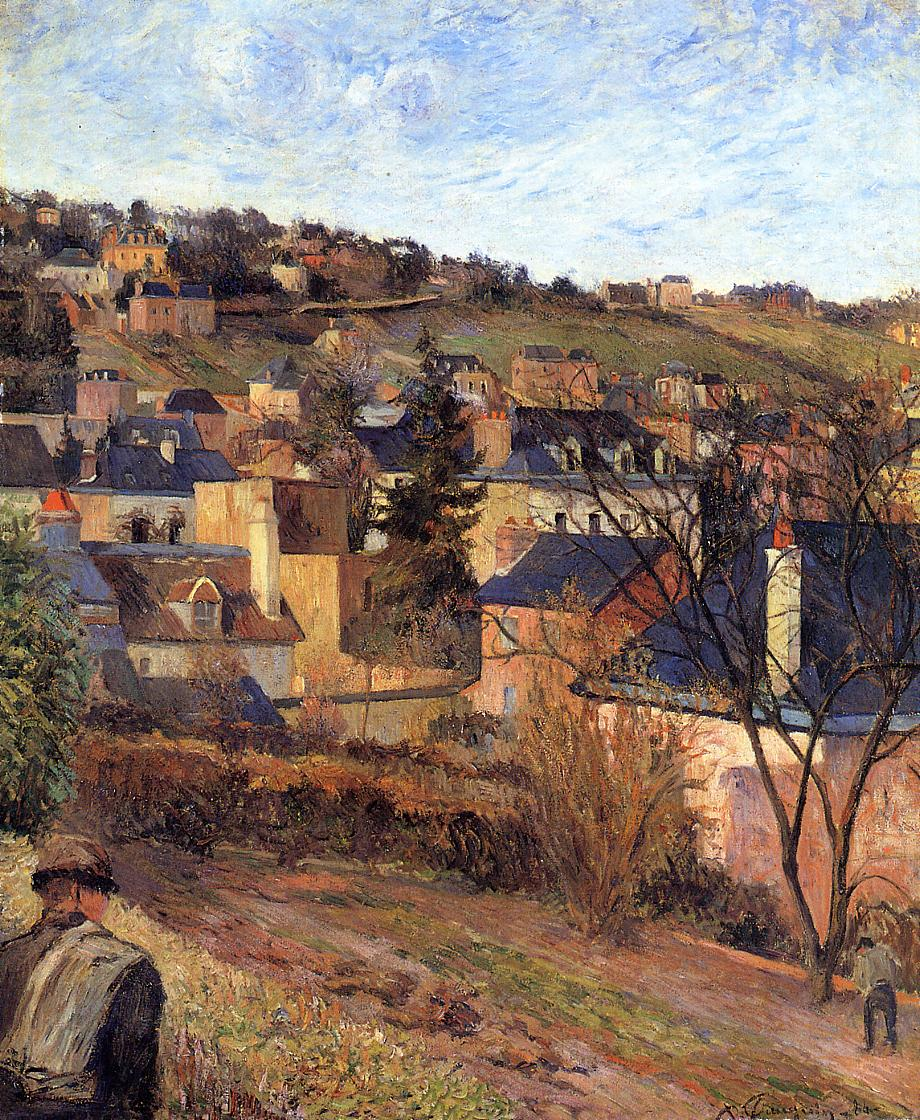
Les toits bleus, Rouen (Gauguin)
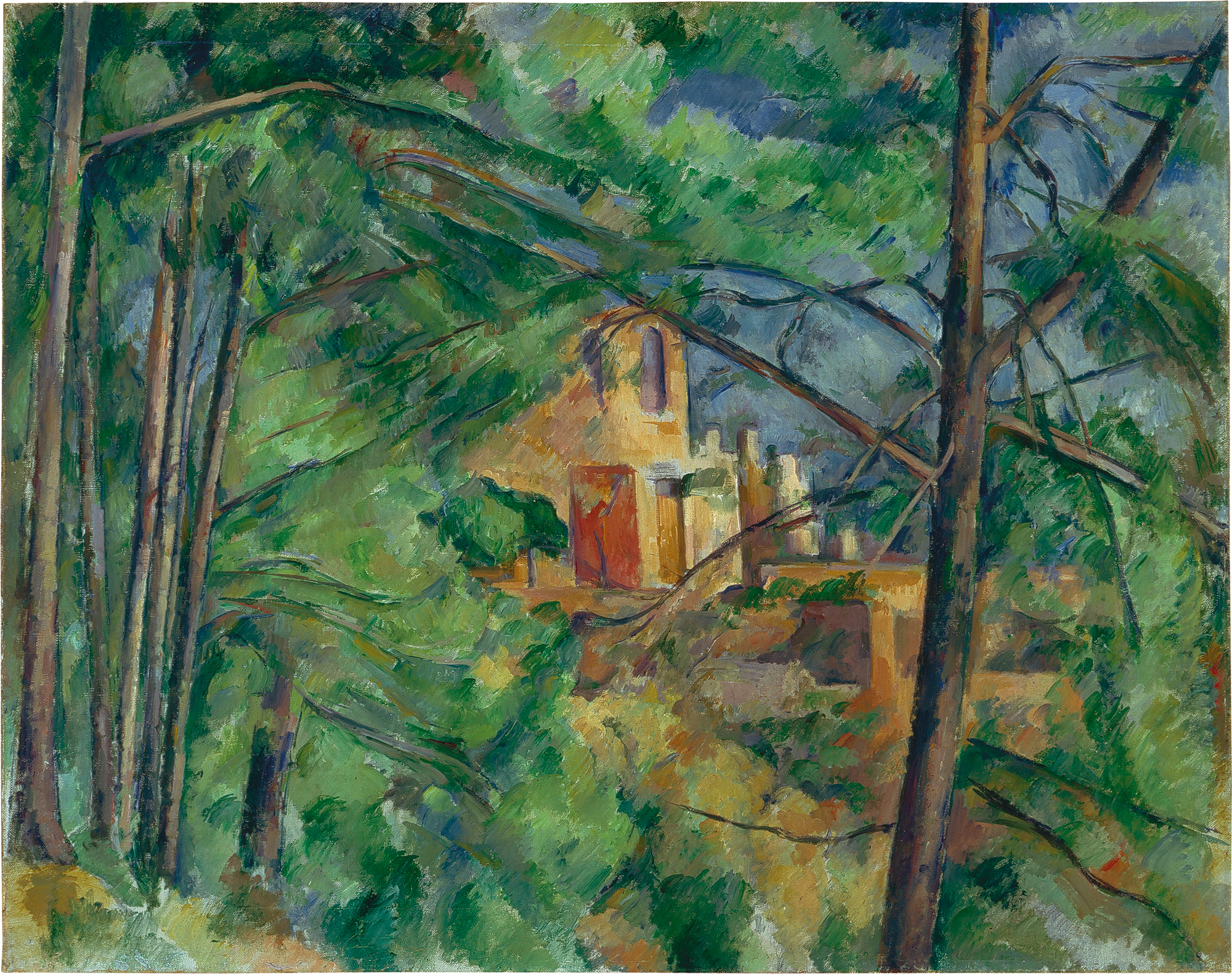
Zwart kasteel achter de bomen (Cézanne)
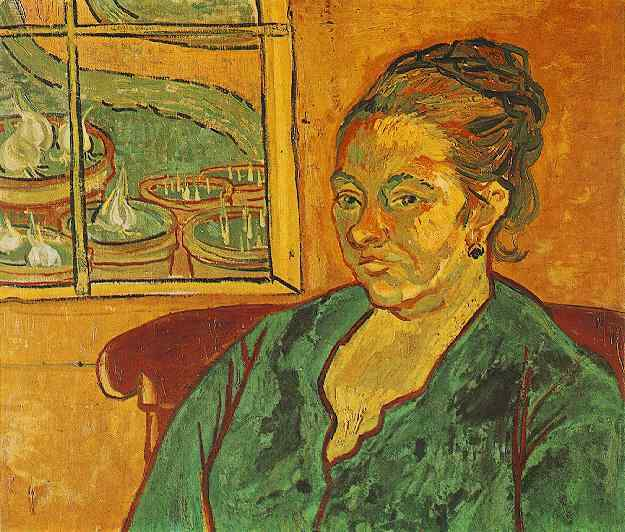
Portret van Augustine Roulin (Van Gogh)
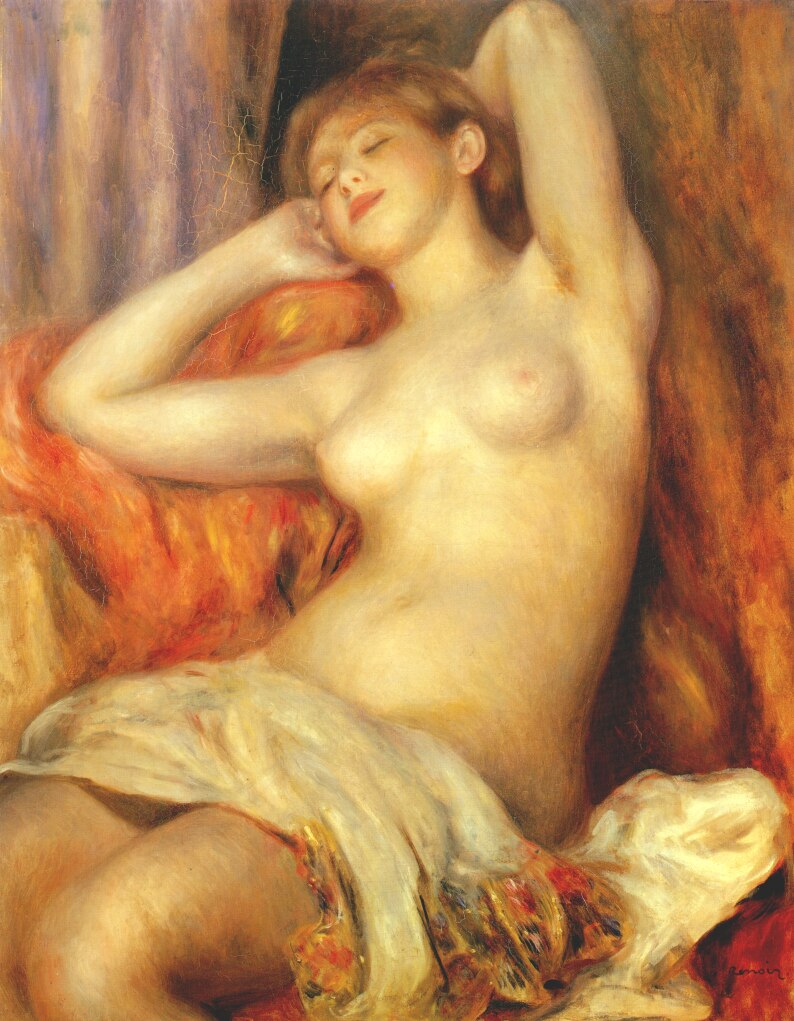
De slapende baadster (Renoir)
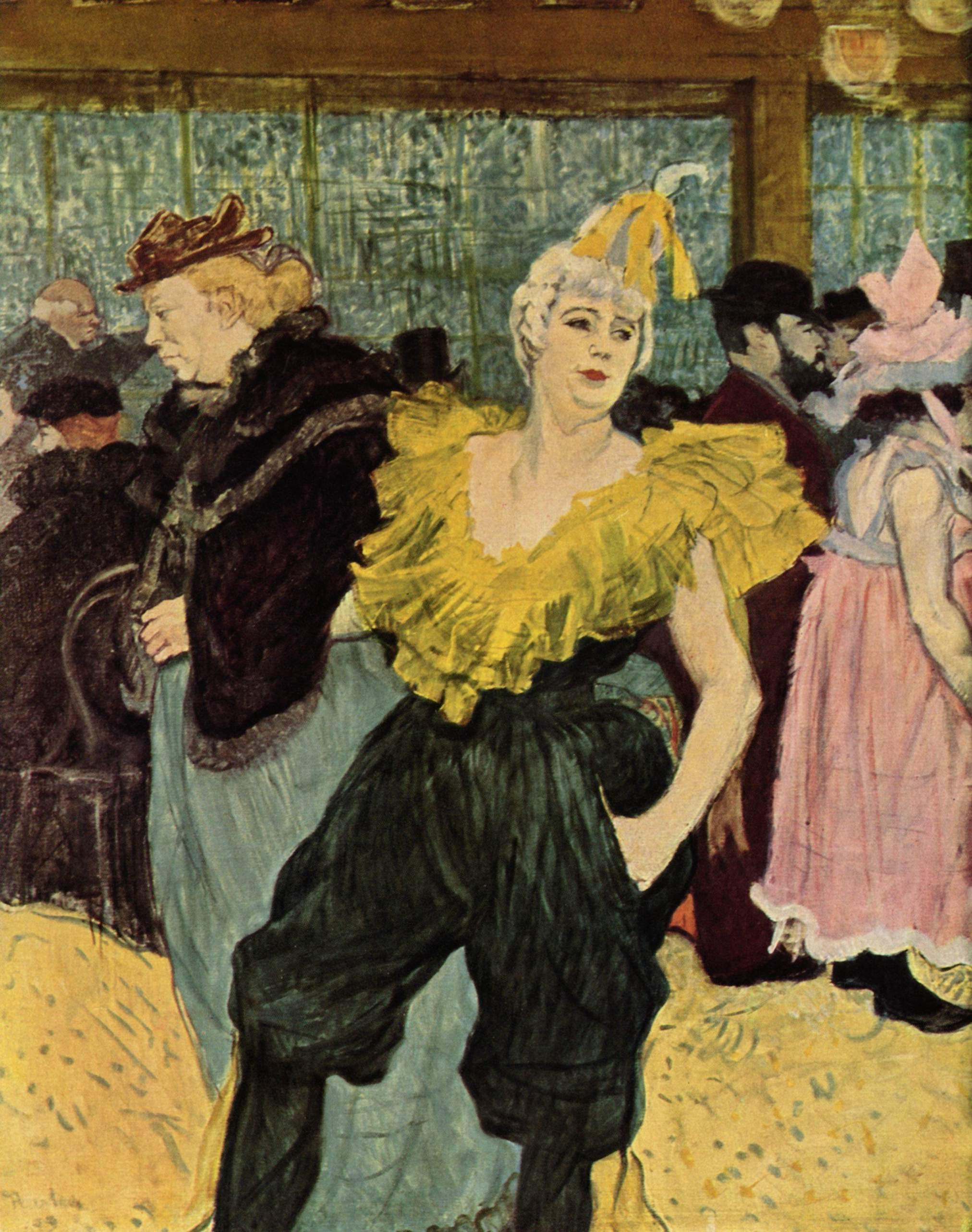
De clownes Cha-U-Kao in de Moulin Rouge (Toulouse-Lautrec)